# 范成大
范成大（1126年—1193年），字致能，一字幼元，早年自號此山居士，晚號石湖居士，蘇州吳縣（今江蘇蘇州市）人，南宋官員、詩人、文學家。諡文穆。

## 生平
南宋紹興二十四年（1154年）中進士，初授司戶參軍，歷官監「和劑局」、檢討、編修、正字、校書郎、處州知州、禮部員外郎、祈請國信使、集英殿修撰、靜江府知府、廣西經略使、敷文閣待制、四川制置使、禮部尚書、資政殿學士等，官至參知政事，追贈少師、崇國公。
范成大曾出使金國，在金國氣節不屈，撼動了金世宗，有日記《攬轡錄》。
淳熙二年（1175年），范成大任四川制置使，招陸游担任参议官，两人虽是上下级关系，但都不拘小节，经常诗酒往来，互相唱和，交情很深。淳熙四年（1177年）六月，范成大奉召入京，陆游从成都送他到眉州（今四川眉山），分别时写送《送范舍人还朝》这首诗，希望范成大于朝见皇帝及碰到朝中旧友时，能提出北伐的建议。
范成大與楊萬里、尤袤、陸游號稱「南宋四大詩人」。范成大的詩作在宋代即有顯著影響，到清初則影響尤大，有「家劍南而戶石湖」（「劍南」指陸游）之說，其詩風格輕巧，但好用僻典、佛經。楊萬里稱其：「大篇逸雋偉，窮追太白。求其支字之陳陳，一唱之嗚嗚，不可得世。」晚年所作《四時田園雜興》六十首是其代表作，錢鍾書在《宋詩選注》中謂之「也算得中國古代田園詩的集大成」。
范成大同時還是著名的詞作家、旅遊作家，另有《石湖詩集》、《石湖詞》、《桂海虞衡志》、《驂鸞錄》、《吳船錄》、《吳郡志》等著作傳世。
在苏州造“石湖别墅”。

## 代表作
|  | 《四时田园杂兴（其三十一）》 昼出耘田夜绩麻，村庄儿女各当家。 童孙未解共耕织，也傍桑阴学种瓜。 |

|  | 《车遥遥篇》 车遥遥，马憧憧。 君游东山东复东，安得奋飞逐西风。 愿我如星君如月，夜夜流光相皎洁。 月暂晦，星常明。 留明带月复，三五共盈盈。 |

## 家屬
- 曾祖父：范澤
- 祖父：范師尹
- 父親：范雩
- 母親：蔡氏，蔡襄的孫女
- 妻子：魏信臣的女兒

有傳言其妹是辛棄疾的妻子

## 延伸阅读
[在维基数据编辑]
 在维基文库阅读此作者作品（ 在维基共享资源阅览影像）
 《宋史·卷386》，出自脱脱《宋史》